# 浴袍

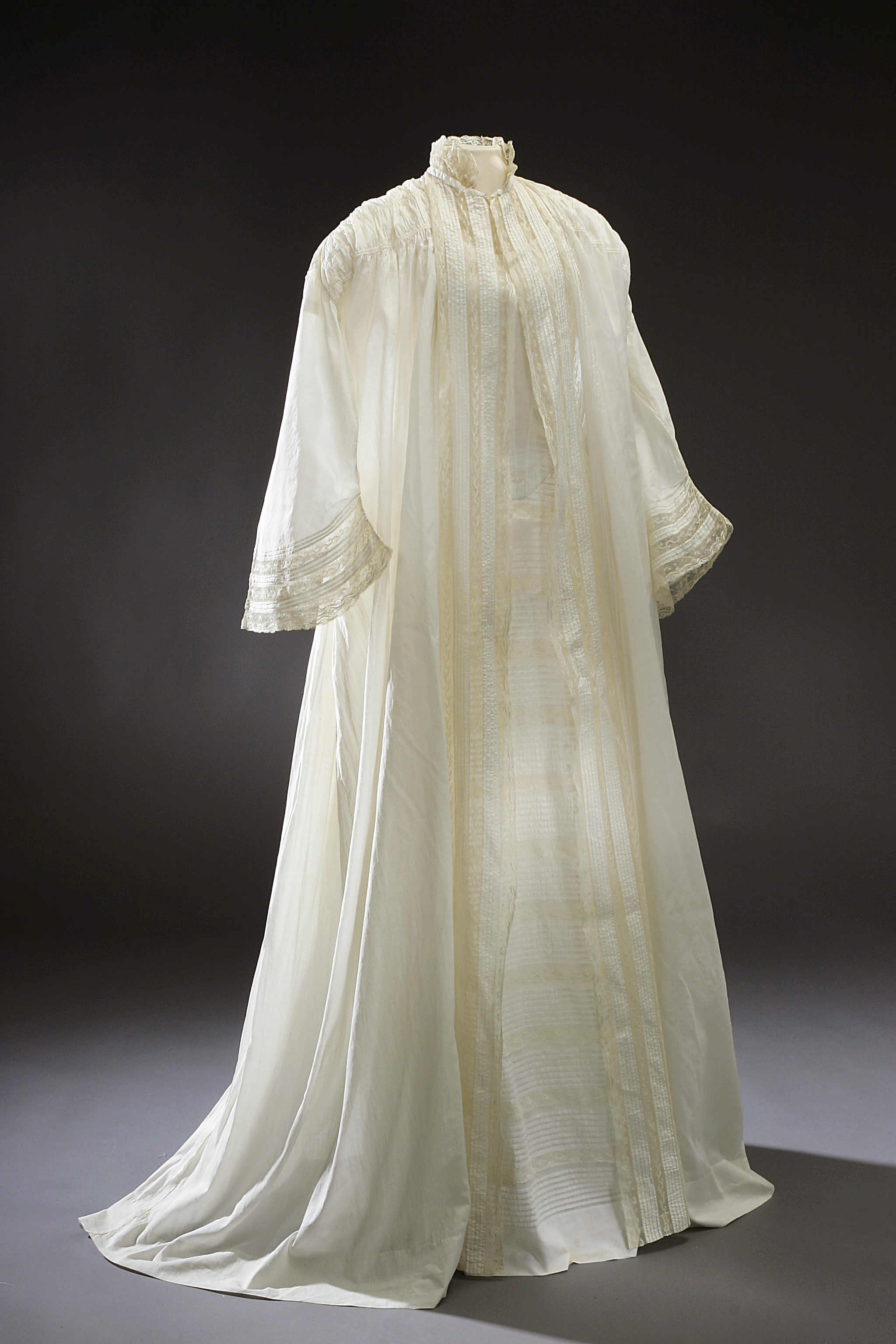
1850年代的浴袍

浴袍（英語：Bath robes）是一種主要在入浴之後穿著的服裝。一些浴袍採用和毛巾類似的材料製作，因此在入浴之後可以不擦拭身體直接穿著浴袍。浴袍主要由棉花、絲綢、羊毛、尼龍、超細纖維等不同種類的材料製作而成。